# リアル・トゥ・ミー
「リアル・トゥ・ミー」 ("Real to Me")は、アイルランド人の歌手ブライアン・マックファーデンのデビュー・シングルで、初のソロ・アルバム『アイリッシュ・サン』から2004年9月に発売された。ブライアンとガイ・チャンバースとデヴィッド・メリットによって曲は書かれ、チャンバースとリチャード・フラックがプロデュースした。この曲はブライアンにとって初めてのナンバーワンシングルになり、デンマーク、アイルランド、ノルウェー、イギリスのチャートで首位を記録した。フィンランドやスウェーデンはトップ5位内に入り、オーストラリアやニュージーランドではそれぞれ54位と16位を記録した。

## ミュージック・ビデオ
ビデオはナイジェル・ディックによって監督され、ビデオはブライアンが過去の自分とすれ違うところから始まり、過去の自分がエージェントと口論になって花瓶を壁に投げつけると、現在のブライアンが自分を見ていることに気づき、そのまま走り去る現在のブライアンを追って巨大な建物に入ってゆき、現在のブライアンがバンドメンバーと曲を演奏しているところを見て立ち去るという内容。

## トラックリスト
全曲ブライアン・マックファーデンによる作、共作者は曲名の横に記載。
UK and European CD1
1. "Real to Me" (clean edit) (Guy Chambers) – 3:42
2. "Uncomplicated" (Chambers) – 3:42

UK and European CD2
1. "Real to Me" (album version) (Chambers)
2. "Oblivious" (Paul Barry)
3. "Walking Disaster"  (Phil Thornalley)
4. "Real to Me" (video)

Australian CD single
1. "Real to Me" (album version) (Chambers) – 3:45
2. "Oblivious" (Barry) – 3:15
3. "Walking Disaster" (Thornalley) – 3:21

## チャート
| チャート (2004–2005)                     | 最高 順位 |
| ---------------------------------------- | --------- |
| Australia (ARIA)                         | 54        |
| オーストリア (Ö3 Austria Top 40)         | 26        |
| ベルギー (Ultratip Flanders)             | 5         |
| ベルギー (Ultratip Wallonia)             | 17        |
| チェコ (IFPI)                            | 12        |
| デンマーク (Tracklisten)                 | 1         |
| ヨーロッパ (Eurochart Hot 100)           | 5         |
| フィンランド (Suomen virallinen lista)   | 4         |
| ドイツ (GfK Entertainment charts)        | 33        |
| アイルランド (IRMA)                      | 1         |
| イタリア (FIMI)                          | 44        |
| オランダ (Dutch Top 40)                  | 16        |
| オランダ (Single Top 100)                | 17        |
| ニュージーランド (Recorded Music NZ)     | 16        |
| ノルウェー (VG-lista)                    | 1         |
| スコットランド (Official Charts Company) | 1         |
| スウェーデン (Sverigetopplistan)         | 2         |
| スイス (Schweizer Hitparade)             | 28        |
| UK シングルス (OCC)                      | 1         |

| チャート (2004)                  | 順位 |
| -------------------------------- | ---- |
| アイルランド (IRMA)              | 12   |
| スウェーデン (Sverigetopplistan) | 41   |
| イギリス (OCC)                   | 47   |

## 発売日
| 発売地域       | 発売日        | フォーマット | レーベル           | カタログ          | Ref.   |
| -------------- | ------------- | ------------ | ------------------ | ----------------- | ------ |
| イギリス       | 2004年9月6日  | CD           | Sony Music UK      | 675303 1 675303 2 | [ 27 ] |
| オーストラリア | 2005年2月11日 | CD           | Sony Music UK Epic | 675303 8          | [ 28 ] |